# Aicons FC
El Aicons FC es un equipo de fútbol de Dominica que actualmente juega en el Campeonato de fútbol de Dominica, la máxima categoría del fútbol Dominicano.
- Datos: Q28662621